# The Invitation (película de 2022)
The Invitation es una película de terror sobrenatural estadounidense de 2022 dirigida por Jessica M. Thompson, escrita por Blair Butler y producida por Emile Gladstone. La película es protagonizada por Nathalie Emmanuel y Thomas Doherty. Inspirada en la novela Drácula de Bram Stoker, la película sigue a una joven que, tras la muerte de su madre, conoce a su familia por primera vez, solo para descubrir los oscuros secretos que oculta.
Originalmente titulado The Bride, el proyecto estuvo bajo la producción de Ghost House Pictures de Sam Raimi y Robert Tapert, con Butler escribiendo el guion. Sin embargo, Raimi y Tapert abandonaron el proyecto debido a conflictos de programación. Para 2020, se anunció el título de la película, con Thompson dirigiendo la película y el productor de The Curse of La Llorona, Emile Gladstone, produciendo la película. El casting se realizó de mayo a octubre de 2021.
The Invitation fue estrenada en los Estados Unidos el 26 de agosto de 2022 por Sony Pictures Releasing. Recibió reseñas mixtas de los críticos.

## Argumento
En Nueva York, la luchadora artista Evelyn "Evie" Jackson se gana la vida trabajando de camarera en una empresa de catering. Después de obtener un kit de ADN en un evento en el que trabajó, Evie, una huérfana cuya madre murió recientemente, envía el kit. Pronto recibe los resultados que confirman que tiene familia extensa en Inglaterra y recibe un mensaje de su primo, Oliver Alexander, quien sugiere que se encuentren. Evie rápidamente queda encantada con el inofensivo y ansioso Oliver, quien le cuenta a Evie el escándalo de su bisabuela Emmaline Alexander, que mientras estaba comprometida para casarse tuvo una aventura con un lacayo negro y dio a luz un hijo secreto. Oliver invita a Evie a una próxima boda familiar en Inglaterra para que pueda conocer a todos, y Evie acepta después de que él le envía un boleto de primera clase.
Evie llega a la hermosa finca de Carfax en la campiña inglesa y queda encantada con el apuesto señor de la mansión, Walter DeVille. Evie es recibida por su nueva familia con los brazos abiertos y es invitada de honor. También es recibida por la Sra. Swift, una sirvienta de la propiedad desde hace mucho tiempo, y el Sr. Fields, el mayordomo principal de Carfax Estate, la aborda cuando prueba a dos sirvientas que dejaron caer vasos debido a chocar con ella. Durante la noche, las nuevas sirvientas que el Sr. Fields asigna para limpiar diferentes partes de la casa desaparecen cuando son atacadas por una figura sombría en toda la casa, y Evie tiene pesadillas en las que Emmaline se suicida. Evie es invitada a participar en las actividades previas a la boda con las dos damas de honor: la condescendiente y sarcástica Viktoria, y la alegre e infantil Lucy que se encariña con Evie. Viktoria molesta a Evie y siembra dudas en su mente sobre Walter, lo que lleva a Evie a descubrir que Walter hizo una verificación de antecedentes de Evie antes de su llegada. Evie confronta a Walter al respecto y amenaza con irse, pero los dos se reconcilian por el malentendido y tienen relaciones sexuales.
Evie baja las escaleras más tarde para una cena de disfraces, esperando finalmente conocer a los novios. Walter se pone de pie y anuncia que él y Evie se casarán, y el Sr. Feilds corta la garganta de una criada, vertiendo su sangre en una ponchera, horrorizando a Evie. Se revela que Walter es un vampiro y las tres familias hicieron un pacto para proporcionarle tres esposas, una de cada familia, a cambio de prosperidad, protección y poder. La familia Alexander había tenido solo niños desde el nacimiento de Emmaline y estaban encantados de que el descubrimiento de Evie significara que una vez más podían cumplir con su contrato de proporcionarle a Walter una novia de su línea. Viktoria y Lucy se revelan como las novias vampiro existentes de Walter, siendo Viktoria su novia durante los últimos 500 años y Lucy su novia durante los últimos 100 años, y la pareja lleva a Evie a un sótano para prepararla para las próximas nupcias. Incluso intentan consolarla ya que hace siglos ellas también se resistieron al convertirse en vampiras. A pesar de las súplicas de Evie, Viktoria la encierra en un ataúd y la deja allí por la noche.
Evie es liberada por la mañana por la doncella de su dama, la Sra. Swift. Evie escapa y encuentra refugio mientras la Sra. Swift es asesinada por permitir que Evie escape. Sin el conocimiento de Evie, la pareja de ancianos marca rápidamente el teléfono e informa al Estado que tienen a Evie, ya que son antiguos sirvientes que aún son leales a los Alexander. Evie queda inconsciente y es devuelta a la mansión. Evie, aturdida y confusa, se despierta con Walter describiendo vagamente su pasado cuando una vez fue humano, y mencionando que lo llamaban "El hijo del dragón", dando a entender que en realidad es Drácula. Walter luego se alimenta de una criada frente a Evie, lo que la hace perder el conocimiento.
Una vez que despierta, intercambia votos matrimoniales con Walter y le muerde el brazo, consumiendo su sangre y transformándose en una mitad vampiro con colmillos y uñas puntiagudas como Viktoria y Lucy. En lugar de completar el intercambio de sangre, Evie prende fuego a la capilla de bodas, apuñala a Walter y sale corriendo al vestíbulo con una criada de la que se suponía que debía alimentarse. Una Viktoria enfurecida persigue a Evie, pero la joven Lucy evita que Viktoria mate a Evie atacándola. Las dos novias luchan entre sí antes de que Lucy empale a Viktoria y a ella misma en una lanza, matándolas a ambas y convirtiéndolas en polvo.
Evie es atacada por el Sr. Fields, quien se revela como un fanático que nunca quiso que Evie fuera incluida como novia debido a su herencia mixta, y que mató al bisabuelo negro de Evie. También se revela que la bisabuela de Evie, Emmaline, se había casado con Walter y también se convirtió en vampira, pero se suicidó porque se negó a alimentarse de más humanos. Evie luego apuñala y mata al Sr. Fields en la garganta con la misma lanza con la que la atacó. Evie es perseguida por Walter, quien intenta estrangularla. Sin embargo, Evie se libera de su agarre y lo patea hacia el fuego creciente, matándolo y vengando a sus bisabuelos. Cuando finalmente muere, ella vuelve a su forma humana y huye de la mansión en llamas.
Dos semanas después, Evie llega a Londres, donde ella y su amiga Grace ven a Oliver entrar en Alexander Realty. Proceden a seguirlo con la intención de vengarse.

## Reparto
- Nathalie Emmanuel como Evie
- Thomas Doherty como Walter
- Stephanie Corneliussen como Viktoria
- Alana Boden como Lucy
- Courtney Taylor como Grace
- Hugh Skinner como Oliver
- Sean Pertwee como Renfield

## Producción
Los planes para la película, entonces titulada The Bride y descrita como "la historia de una mujer joven que asiste a una lujosa boda en un destino, sin darse cuenta de los horrores que le esperan", se anunciaron en 2020. El guion de la película fue escrito por Blair Butler, quien se inspiró en la novela Drácula de Bram Stoker de 1897. Jessica M. Thompson hizo revisiones al guion. Nathalie Emmanuel fue confirmada como la estrella de la película y Emile Gladstone fue nombrada productora de The Bride. Garrett Hedlund fue contratado inicialmente para interpretar a Walter, pero se retiró de la filmación. Más tarde fue reemplazado por Thomas Doherty. Otros actores confirmados para actuar en la película fueron Alana Boden y Hugh Skinner.
El rodaje fue programado para septiembre de 2021 en Budapest, Hungría.

## Estreno
La película se estrenó en cines en los Estados Unidos el 26 de agosto de 2022.